# Wilton (Arkansas)
Wilton – miasto w Stanach Zjednoczonych, w stanie Arkansas, w hrabstwie Little River.